# Mauria thaumatophylla
Mauria thaumatophylla là một loài thực vật có hoa trong họ Đào lộn hột. Loài này được Loes. mô tả khoa học đầu tiên năm 1906.